# Karl-Friedrich Dörnemann
Karl-Friedrich Dörnemann (* 29. Januar 1901 in Holsterhausen; † 5. Mai 1969 in Salzgitter) war ein deutscher Politiker (NSDAP).

## Leben
Dörnemann arbeitete als technischer Kaufmann in Kassel. Zum 1. Juni 1926 trat er in die NSDAP ein (Mitgliedsnummer 16.510), für die er von März bis Oktober 1933 dem Preußischen Landtag angehörte. Er schloss sich auch der SA an. 1933 wurde er zum SA-Standartenführer, 1935 zum SA-Oberführer und 1939 zum SA-Brigadeführer ernannt. Ende der 1930er Jahre war er Ratsmitglied der Stadt Frankfurt am Main. 1942 wurde er als bisheriger Brigadeführer zum Gruppenführer der SA-Gruppe Hessen befördert.
Nach dem Zweiten Weltkrieg war Dörnemann als Geschäftsführender Gesellschafter der Elkosta GmbH und der VKS Dr. Dörnemann & Co. in Salzgitter tätig.